# Esmorteïment

Sistema massa-molla esmortit

L'esmorteïment es defineix com la capacitat d'un sistema o cos per a dissipar energia cinètica en un altre tipus d'energia. Típicament els esmortidors dissipen l'energia cinètica en energia tèrmica i/o en energia plàstica (per exemple atenuador d'impactes).
L'esmorteïment és un paràmetre fonamental en el camp de les vibracions, fonamental en el desenvolupament de models matemàtics que permeten l'estudi i anàlisi dels sistemes vibratoris com ho són: les estructures metàl·liques, motors, maquinària rotativa, turbines, automòbils, etc.
Existeixen diferents mecanismes o tipus d'esmorteïment, segons sigui la seva naturalesa:
- Esmorteïment fluid. per la resistència d'un fluid al moviment d'un sòlid.
- Esmorteïment per histèresi. ocasionat per fricció interna molecular o histèresi, quan es deforma un cos sòlid.
- Esmorteïment per fricció seca. causat per la fricció cinètica entre superfícies lliscants seques ({\displaystyle F=\mu N}).